# Pont d'envol

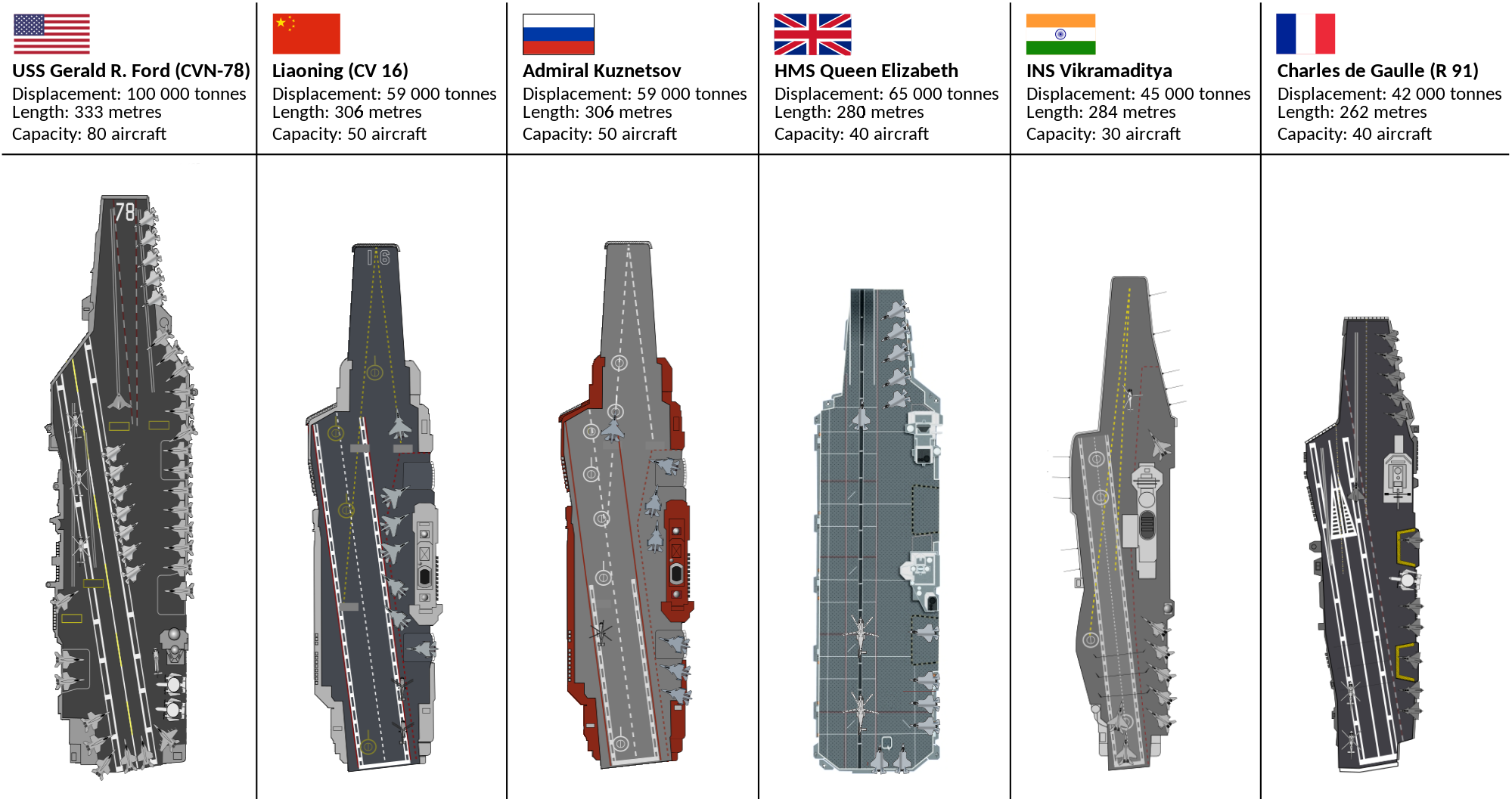
CATOBAR opère dans deux pays et STOBAR opère dans trois autres pays.

Le pont d'envol est la surface d'un porte-avions utilisée pour le décollage  des aéronefs embarqués. Il peut être nommé hélisurface pour les navires porte-hélicoptères et autres.
Sa longueur étant largement inférieure à celle d'une piste traditionnelle, on utilise une catapulte pour accélérer l'avion et faciliter son décollage. Certains porte-avions (notamment britanniques), ont une extrémité du pont d'envol inclinée, de façon à servir de tremplin, notamment pour des avions de type STOL (short take-off and landing).
L'atterrissage sur porte-avions est appelé appontage. Il s'agit d'un atterrissage court obtenu en freinant l'avion grâce à sa crosse d'appontage et des brins d'arrêts disposés sur le pont (voir l'article freinage lors d'un appontage), en cas d'échec, on déploie une barrière d'arrêt. L'appontage est une manœuvre délicate car le pont est une surface :
- non stable, mobile dans toutes les directions en raison de la vitesse propre du porte-avions et du mouvement provoqué par la houle.
- de taille réduite, que l'avion doit viser de façon très précise pour se poser au bon endroit.

Des systèmes de guidage permettent cependant d'assister le pilote dans sa manœuvre d'approche.

## Décollage et appontage: évolution technique

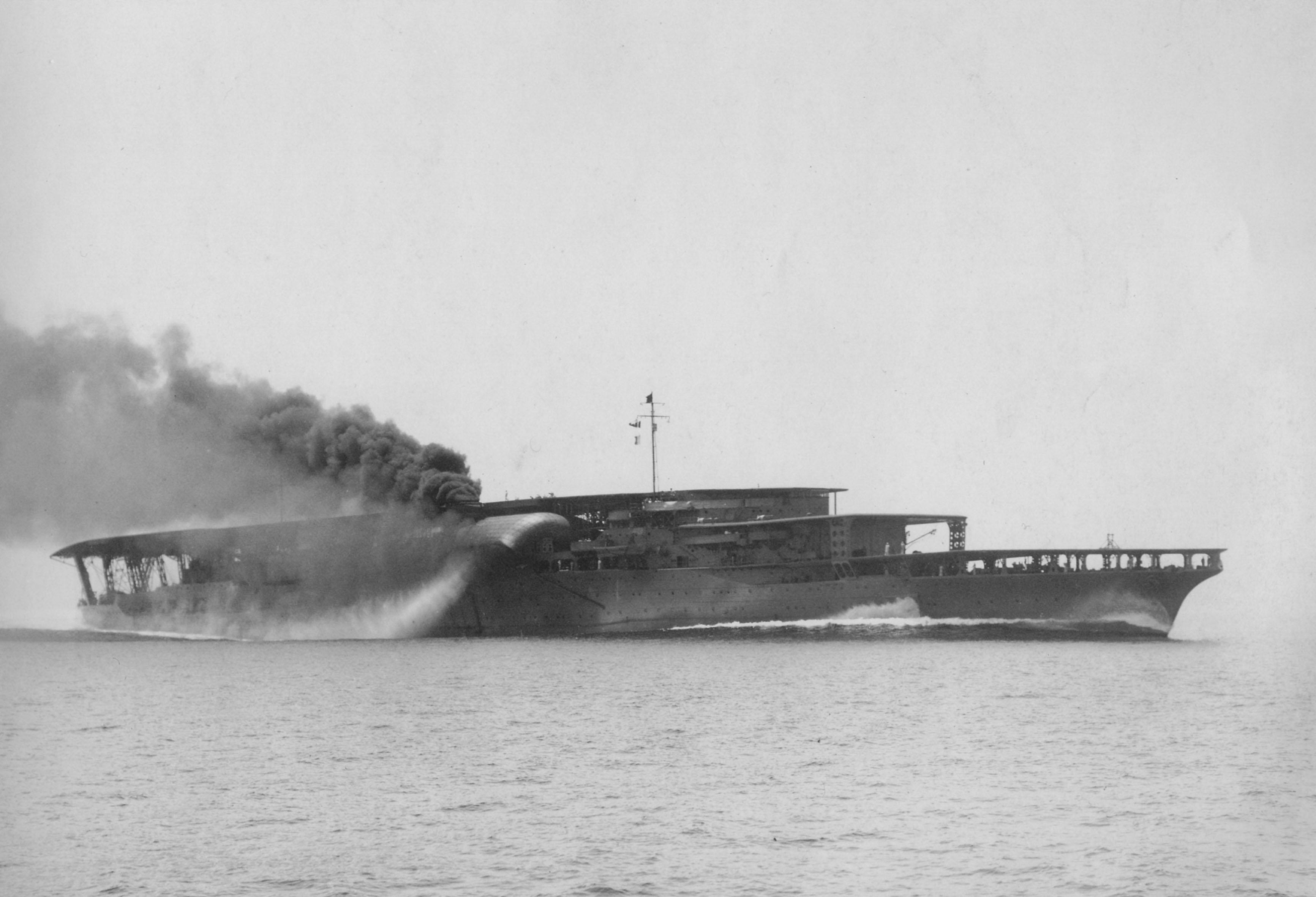
Le porte-avions japonais Akagi en juin 1927 dans sa configuration initiale pendant ses essais à la mer, avec deux  ponts d'envol superposés. La plateforme intermédiaire est celle de la passerelle et ne conduit pas aux hangars d'aviation. La cheminée est dirigée vers l'eau. La fumée noire au-dessus du pont est un essai d'écran de fumée
USS Enterprise (CV-6) des années 1940 : les deux manœuvres se font dans la même direction, cause d'accident car les avions à bord sont parqués à l'avant du navire pendant les appontages.
En 1948, la Royal Navy testa un système ou l'avion appontait à 5° de l'axe central du pont d'envol, évitant ainsi les collisions si celui-ci ratait les câbles[1].
Sur les porte-avions construits depuis les années 1950, la piste d'appontage et les catapultes sont bien distincts comme sur les classe Nimitz où l'angle est de 9°.
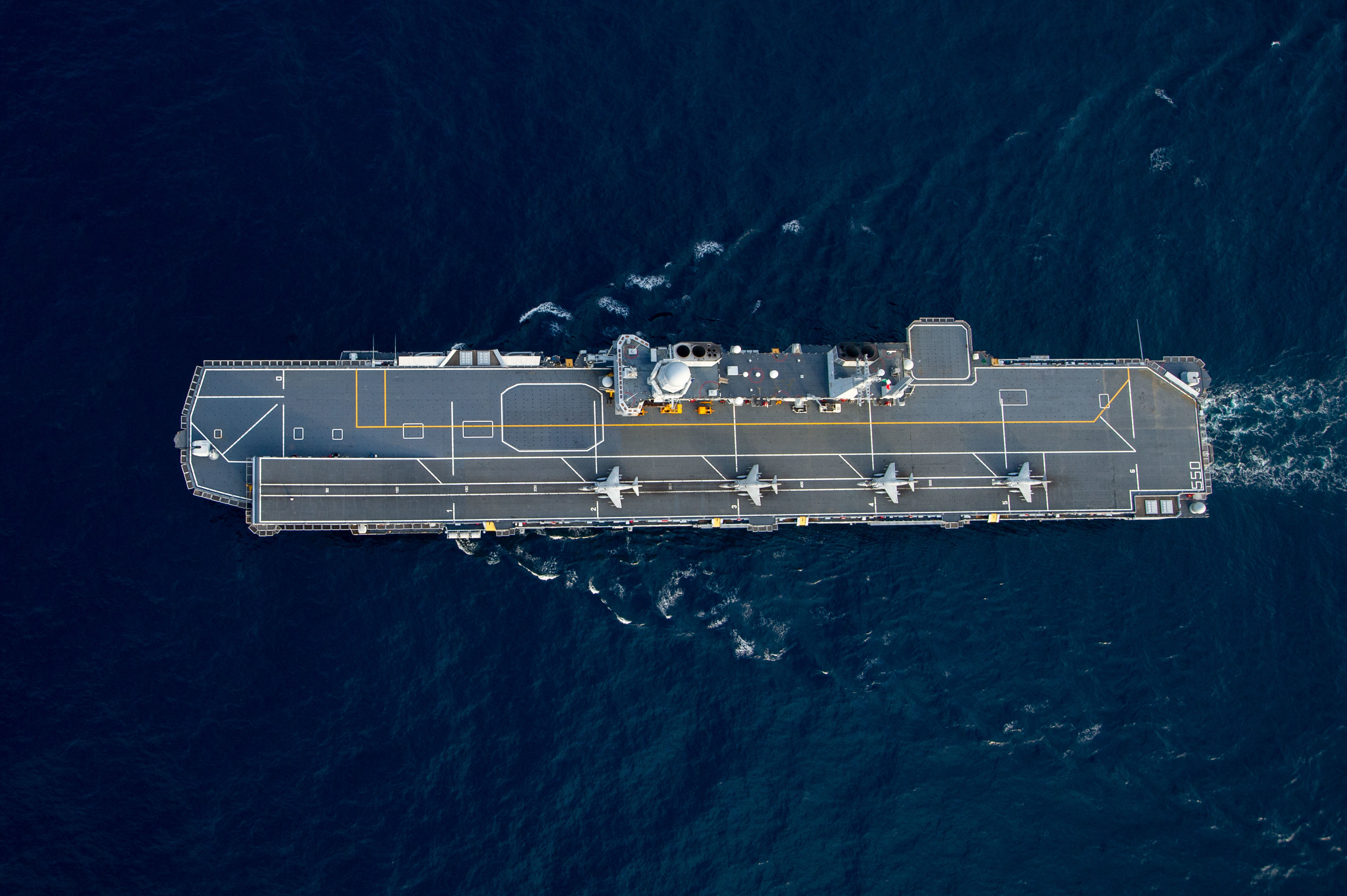
Poste de pilotage d'un porte-avions léger sans angles.